# Esqui estilo livre nos Jogos Olímpicos de Inverno de 2018 - Moguls feminino
A competição do moguls feminino do esqui estilo livre nos Jogos Olímpicos de Inverno de 2018 ocorreu entre os dias 9 e 11 de fevereiro no Parque de Neve Phoenix, em Pyeongchang.

## Medalhistas
| Ouro   | FRA Perrine Laffont         |
| Prata  | CAN Justine Dufour-Lapointe |
| Bronze | KAZ Yuliya Galysheva        |

## Programação
Horário local (UTC+9).
| Data            | Horário | Evento         |
| --------------- | ------- | -------------- |
| 9 de fevereiro  | 10:00   | Qualificação 1 |
| 11 de fevereiro | 19:30   | Qualificação 2 |
| 11 de fevereiro | 21:00   | Final 1        |
| 11 de fevereiro | 21:35   | Final 2        |
| 11 de fevereiro | 22:10   | Final 3        |

## Resultados

### Qualificação

#### Qualificação 1
Na primeira rodada de classificação, as dez primeiras atletas classificam-se diretamente à final. As atletas restantes disputarão a qualificação 2.
| Pos. | Ordem | Atleta                      | Tempo | Pontuação | Pontuação | Pontuação | Total | Notas |
| Pos. | Ordem | Atleta                      | Tempo | Giros     | Aéreo     | Tempo     | Total | Notas |
| ---- | ----- | --------------------------- | ----- | --------- | --------- | --------- | ----- | ----- |
| 1    | 13    | FRA Perrine Laffont         | 28.87 | 50.5      | 13.75     | 15.47     | 79.72 | QF    |
| 2    | 3     | CAN Andi Naude              | 29.10 | 49.6      | 14.79     | 15.21     | 79.60 | QF    |
| 3    | 5     | USA Morgan Schild           | 29.76 | 48.8      | 14.48     | 14.48     | 77.74 | QF    |
| 4    | 8     | CAN Justine Dufour-Lapointe | 29.26 | 48.3      | 14.33     | 15.03     | 77.66 | QF    |
| 5    | 18    | USA Jaelin Kauf             | 28.91 | 48.3      | 13.73     | 15.42     | 77.45 | QF    |
| 6    | 2     | AUS Britteny Cox            | 28.94 | 48.4      | 12.99     | 15.39     | 76.78 | QF    |
| 7    | 19    | KAZ Yuliya Galysheva        | 30.51 | 47.1      | 15.64     | 13.62     | 76.36 | QF    |
| 8    | 10    | USA Keaton McCargo          | 29.84 | 48.5      | 12.80     | 14.37     | 75.67 | QF    |
| 9    | 9     | JPN Arisa Murata            | 29.90 | 46.0      | 13.83     | 14.30     | 74.13 | QF    |
| 10   | 16    | CAN Audrey Robichaud        | 32.32 | 48.3      | 12.60     | 11.58     | 72.48 | QF    |
| 11   | 20    | OAR Regina Rakhimova        | 31.74 | 45.4      | 14.14     | 12.23     | 71.77 |       |
| 12   | 1     | OAR Marika Pertakhiya       | 30.37 | 44.6      | 12.05     | 13.78     | 70.43 |       |
| 13   | 15    | CAN Chloé Dufour-Lapointe   | 30.01 | 44.0      | 11.35     | 14.18     | 69.53 |       |
| 14   | 21    | AUS Jakara Anthony          | 30.52 | 43.4      | 12.48     | 13.61     | 69.49 |       |
| 15   | 25    | AUS Madii Himbury           | 31.45 | 44.0      | 12.42     | 12.56     | 68.98 |       |
| 16   | 30    | FRA Camille Cabrol          | 31.96 | 44.7      | 12.21     | 11.98     | 68.89 |       |
| 17   | 28    | AUS Claudia Gueli           | 31.17 | 43.1      | 12.71     | 12.87     | 68.68 |       |
| 18   | 11    | NOR Hedvig Wessel           | 29.70 | 42.0      | 12.11     | 14.53     | 68.64 |       |
| 19   | 14    | KOR Seo Jee-won             | 30.71 | 45.0      | 10.07     | 13.39     | 68.46 |       |
| 20   | 17    | OAR Ekaterina Stolyarova    | 30.82 | 42.3      | 12.12     | 13.27     | 67.69 |       |
| 21   | 6     | SUI Deborah Scanzio         | 30.82 | 41.2      | 11.91     | 13.27     | 66.38 |       |
| 22   | 29    | USA Tess Johnson            | 30.56 | 41.7      | 10.29     | 13.56     | 65.55 |       |
| 23   | 26    | GER Katharina Förster       | 29.71 | 39.4      | 9.25      | 14.52     | 63.17 |       |
| 24   | 24    | GER Léa Bouard              | 29.18 | 33.6      | 6.99      | 15.12     | 55.71 |       |
| 25   | 12    | AUT Melanie Meilinger       | 33.78 | 37.0      | 8.02      | 9.93      | 54.95 |       |
| 26   | 22    | KAZ Ayaulum Amrenova        | 35.15 | 36.5      | 7.89      | 8.39      | 52.78 |       |
| 27   | 4     | CHN Wang Jin                | 34.87 | 35.9      | 6.69      | 8.70      | 51.29 |       |
| 28   | 23    | CHN Guan Ziyan              | 36.30 | 32.7      | 8.32      | 7.09      | 48.11 |       |
| 29   | 27    | UKR Tetiana Petrova         | 36.69 | 31.5      | 8.04      | 6.65      | 46.19 |       |
| 30   | 7     | KOR Seo Jung-hwa            | 41.80 | 9.2       | 6.47      | 0.90      | 16.57 |       |

#### Qualificação 2
Na segunda rodada de classificação as dez primeiras atletas se classificam à final.
| Pos. | Ordem | Atleta                    | Qual. 1 | Tempo | Pontuação | Pontuação | Pontuação | Total | Melhor | Notas |
| Pos. | Ordem | Atleta                    | Qual. 1 | Tempo | Giros     | Aéreo     | Tempo     | Total | Melhor | Notas |
| ---- | ----- | ------------------------- | ------- | ----- | --------- | --------- | --------- | ----- | ------ | ----- |
| 1    | 19    | USA Tess Johnson          | 65.55   | 30.97 | 50.0      | 12.23     | 13.10     | 75.33 | 75.33  | Q     |
| 2    | 9     | OAR Ekaterina Stolyarova  | 67.69   | 30.63 | 47.8      | 12.12     | 13.48     | 73.40 | 73.40  | Q     |
| 3    | 11    | AUS Jakara Anthony        | 69.49   | 31.69 | 48.3      | 12.76     | 12.29     | 73.35 | 73.35  | Q     |
| 4    | 10    | OAR Regina Rakhimova      | 71.77   | 31.95 | 46.7      | 14.12     | 12.00     | 72.82 | 72.82  | Q     |
| 5    | 5     | NOR Hedvig Wessel         | 68.64   | 30.03 | 44.9      | 12.60     | 14.16     | 71.66 | 71.66  | Q     |
| 6    | 4     | KOR Seo Jung-hwa          | 16.57   | 29.45 | 44.4      | 12.37     | 14.81     | 71.58 | 71.58  | Q     |
| 7    | 1     | OAR Marika Pertakhiya     | 70.43   | 36.98 | 16.8      | 7.79      | 6.33      | 30.92 | 70.43  | Q     |
| 8    | 8     | CAN Chloé Dufour-Lapointe | 69.53   | 29.45 | 43.4      | 10.27     | 14.81     | 68.48 | 69.53  | Q     |
| 9    | 16    | GER Katharina Förster     | 63.17   | 30.05 | 45.9      | 9.34      | 14.14     | 69.38 | 69.38  | Q     |
| 10   | 15    | AUS Madii Himbury         | 68.98   | 31.44 | 45.8      | 10.99     | 12.57     | 69.36 | 69.36  | Q     |
| 11   | 3     | SUI Deborah Scanzio       | 66.38   | 31.29 | 44.7      | 11.58     | 12.74     | 69.02 | 69.02  |       |
| 12   | 20    | FRA Camille Cabrol        | 68.89   | DNF   | DNF       | DNF       | DNF       | DNF   | 68.89  |       |
| 13   | 18    | AUS Claudia Gueli         | 68.68   | 38.35 | 19.5      | 10.91     | 4.78      | 35.19 | 68.68  |       |
| 14   | 7     | KOR Seo Jee-won           | 68.46   | 31.55 | 44.2      | 7.96      | 12.45     | 64.61 | 68.46  |       |
| 15   | 14    | GER Léa Bouard            | 55.71   | 28.96 | 40.1      | 9.62      | 15.36     | 65.08 | 65.08  |       |
| 16   | 6     | AUT Melanie Meilinger     | 54.95   | 34.61 | 41.2      | 7.51      | 9.00      | 57.71 | 57.71  |       |
| 17   | 12    | KAZ Ayaulum Amrenova      | 52.78   | 35.25 | 23.4      | 7.00      | 8.28      | 38.68 | 52.78  |       |
| 18   | 13    | CHN Guan Ziyan            | 48.11   | 35.50 | 35.6      | 8.20      | 8.00      | 51.80 | 51.80  |       |
| 19   | 2     | CHN Wang Jin              | 51.29   | 35.01 | 28.2      | 6.31      | 8.55      | 43.06 | 51.29  |       |
| 20   | 17    | UKR Tetiana Petrova       | 46.19   | 37.62 | 14.3      | 3.16      | 5.61      | 23.07 | 46.19  |       |

### Final

#### Final 1
Na final 1 as doze melhores atletas se classificam à final 2.
| Pos. | Ordem | Atleta                      | Tempo | Pontuação | Pontuação | Pontuação | Total | Notas |
| Pos. | Ordem | Atleta                      | Tempo | Giros     | Aéreo     | Tempo     | Total | Notas |
| ---- | ----- | --------------------------- | ----- | --------- | --------- | --------- | ----- | ----- |
| 1    | 17    | CAN Justine Dufour-Lapointe | 29.70 | 50.6      | 14.37     | 14.53     | 79.50 | Q     |
| 2    | 16    | USA Jaelin Kauf             | 28.79 | 50.7      | 12.47     | 15.56     | 78.73 | Q     |
| 3    | 13    | USA Keaton McCargo          | 30.04 | 50.6      | 12.13     | 14.15     | 76.88 | Q     |
| 4    | 8     | AUS Jakara Anthony          | 30.46 | 50.1      | 13.04     | 13.67     | 76.81 | Q     |
| 5    | 15    | AUS Britteny Cox            | 29.19 | 48.1      | 12.59     | 15.10     | 75.79 | Q     |
| 6    | 20    | FRA Perrine Laffont         | 29.33 | 48.1      | 12.71     | 14.95     | 75.76 | Q     |
| 7    | 14    | KAZ Yuliya Galysheva        | 30.62 | 47.3      | 14.31     | 13.49     | 75.10 | Q     |
| 8    | 11    | CAN Audrey Robichaud        | 32.00 | 47.2      | 15.13     | 11.94     | 74.27 | Q     |
| 9    | 10    | USA Tess Johnson            | 30.68 | 47.7      | 12.97     | 13.43     | 74.10 | Q     |
| 10   | 19    | CAN Andi Naude              | 29.06 | 45.5      | 13.24     | 15.25     | 73.99 | Q     |
| 11   | 7     | OAR Regina Rakhimova        | 30.92 | 46.6      | 13.82     | 13.16     | 73.58 | Q     |
| 12   | 9     | OAR Ekaterina Stolyarova    | 30.52 | 48.0      | 11.62     | 13.61     | 73.23 | Q     |
| 13   | 2     | GER Katharina Förster       | 29.63 | 46.4      | 11.32     | 14.61     | 72.33 |       |
| 14   | 5     | KOR Seo Jung-hwa            | 29.77 | 45.0      | 12.86     | 14.45     | 72.31 |       |
| 15   | 18    | USA Morgan Schild           | 30.80 | 45.5      | 13.44     | 13.29     | 72.23 |       |
| 16   | 4     | OAR Marika Pertakhiya       | 30.52 | 46.9      | 11.14     | 13.61     | 71.65 |       |
| 17   | 3     | CAN Chloé Dufour-Lapointe   | 30.39 | 45.8      | 11.43     | 13.75     | 70.98 |       |
| 18   | 12    | JPN Arisa Murata            | 30.51 | 44.8      | 12.35     | 13.62     | 70.77 |       |
| 19   | 6     | NOR Hedvig Wessel           | 29.99 | 43.0      | 11.57     | 14.20     | 68.77 |       |
| 20   | 1     | AUS Madii Himbury           | 31.03 | 42.5      | 12.66     | 13.03     | 68.19 |       |

#### Final 2
Na final 2 as seis melhores atletas se classificam à final 3.
| Pos. | Ordem | Atleta                      | Tempo | Pontuação | Pontuação | Pontuação | Total | Notas |
| Pos. | Ordem | Atleta                      | Tempo | Giros     | Aéreo     | Tempo     | Total | Notas |
| ---- | ----- | --------------------------- | ----- | --------- | --------- | --------- | ----- | ----- |
| 1    | 3     | CAN Andi Naude              | 28.98 | 48.2      | 15.24     | 15.34     | 78.78 | Q     |
| 2    | 8     | AUS Britteny Cox            | 28.99 | 49.6      | 13.35     | 15.33     | 78.28 | Q     |
| 3    | 7     | FRA Perrine Laffont         | 29.78 | 49.7      | 13.72     | 14.44     | 77.86 | Q     |
| 4    | 12    | CAN Justine Dufour-Lapointe | 29.70 | 49.1      | 13.85     | 14.53     | 77.48 | Q     |
| 5    | 9     | AUS Jakara Anthony          | 30.48 | 50.4      | 12.80     | 13.65     | 76.85 | Q     |
| 6    | 6     | KAZ Yuliya Galysheva        | 30.65 | 47.6      | 15.75     | 13.46     | 76.81 | Q     |
| 7    | 11    | USA Jaelin Kauf             | 28.74 | 47.3      | 13.12     | 15.61     | 76.03 |       |
| 8    | 10    | USA Keaton McCargo          | 29.54 | 48.2      | 12.88     | 14.71     | 75.79 |       |
| 9    | 5     | CAN Audrey Robichaud        | 32.47 | 48.2      | 15.28     | 11.41     | 74.89 |       |
| 10   | 2     | OAR Regina Rakhimova        | 30.87 | 46.0      | 14.34     | 13.21     | 73.55 |       |
| 11   | 1     | OAR Ekaterina Stolyarova    | 30.48 | 47.1      | 11.99     | 13.65     | 72.74 |       |
| 12   | 4     | USA Tess Johnson            | 30.77 | 46.7      | 10.47     | 13.32     | 70.49 |       |

#### Final 3
As seis atletas restantes definiram as posições de medalha.
| Pos.              | Ordem | Atleta                      | Tempo | Pontuação | Pontuação | Pontuação | Total | Notas |
| Pos.              | Ordem | Atleta                      | Tempo | Giros     | Aéreo     | Tempo     | Total | Notas |
| ----------------- | ----- | --------------------------- | ----- | --------- | --------- | --------- | ----- | ----- |
| Medalha de ouro   | 4     | FRA Perrine Laffont         | 29.36 | 50.5      | 13.24     | 14.91     | 78.65 |       |
| Medalha de prata  | 3     | CAN Justine Dufour-Lapointe | 29.54 | 49.4      | 14.45     | 14.71     | 78.56 |       |
| Medalha de bronze | 1     | KAZ Yuliya Galysheva        | 30.14 | 47.9      | 15.47     | 14.03     | 77.40 |       |
| 4                 | 2     | AUS Jakara Anthony          | 30.94 | 49.1      | 13.12     | 13.13     | 75.35 |       |
| 5                 | 5     | AUS Britteny Cox            | 28.29 | 47.3      | 11.66     | 16.12     | 75.08 |       |
| —                 | 6     | CAN Andi Naude              | DNF   | DNF       | DNF       | DNF       | DNF   |       |

Legenda
| Recorde mundial      | Recorde mundial (World record)               |                       | Recorde africano                      | Recorde africano (African) |                                           | Q | Classificado por posição (Qualified) |
| Recorde olímpico     | Recorde olímpico (Olympic record)            | Recorde da América    | Recorde da América (Americas)         | q                          | Classificado por melhor tempo (Qualified) |   |                                      |
| Melhor marca do ano  | Melhor marca do ano (World leading)          | Recorde asiático      | Recorde asiático (Asian)              | DNS                        | Não largou (Did not start)                |   |                                      |
| Recorde nacional     | Recorde nacional (National record)           | Recorde europeu       | Recorde europeu (European)            | DNF                        | Não terminou (Did not finish)             |   |                                      |
| Recorde pessoal      | Recorde pessoal do atleta (Personal best)    | Recorde da Oceania    | Recorde da Oceania (Oceania)          | DSQ / DQ                   | Desclassificado (Disqualified)            |   |                                      |
| Recorde da temporada | Recorde da temporada do atleta (Season best) | Recorde sul-americano | Recorde sul-americano (South America) | NM                         | Sem marca (No mark)                       |   |                                      |